# Conferencia de El Cairo

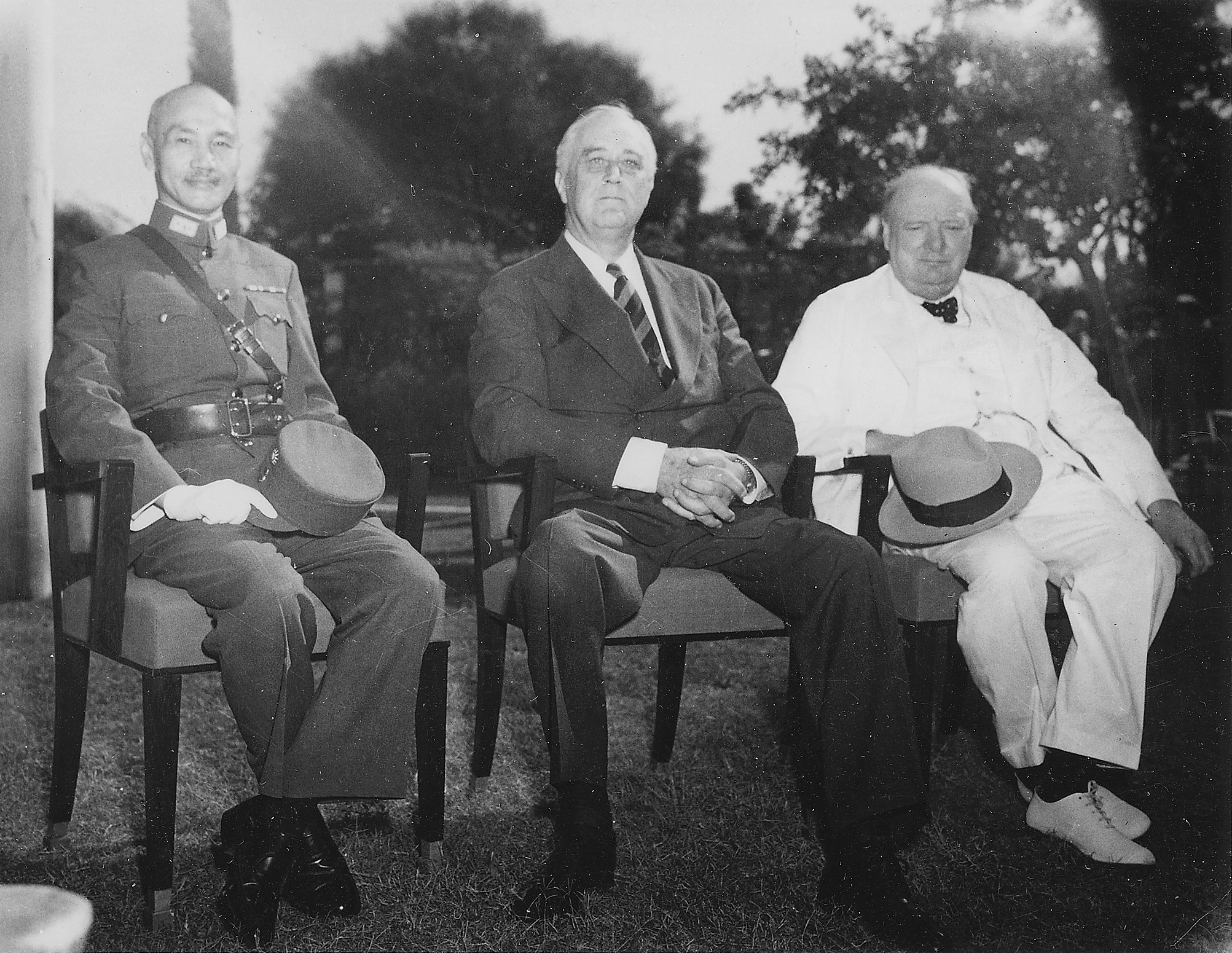
El generalísimo Chiang Kai-shek, el presidente Franklin D. Roosevelt y el primer ministro Winston Churchill en la conferencia, el 25 de noviembre de 1943.

La conferencia de El Cairo (también denominada "SEXTANT") se celebró en dicha ciudad egipcia del 22 al 26 de noviembre de 1943. En ella se definió la posición aliada contra Japón durante la Segunda Guerra Mundial y se tomaron decisiones sobre el futuro de Asia en la posguerra. Asistieron a la reunión el presidente Franklin Roosevelt por Estados Unidos, el primer ministro Winston Churchill por el Reino Unido, y Chiang Kai-shek por la República de China.
La «Declaración de El Cairo» fue firmada el 27 de noviembre de 1943 y hecha pública en un comunicado a través de la radio el 1 de diciembre, señalando la intención de los Aliados de continuar el despliegue de la fuerza militar hasta la rendición incondicional de Japón. Las tres principales cláusulas de la Declaración eran que:
- «Se despojaría a Japón de todas las islas en el Pacífico que había ocupado o incautado desde el comienzo de la Primera Guerra Mundial en 1914».
- «Serían restituidos a la República de China todos los territorios que Japón había arrebatado a los chinos, como Manchuria, Formosa y las Islas Pescadores».
- «En su momento, Corea se haría independiente y libre».